# 夕日ちづる
夕日 ちづる（ゆうひ ちづる、1984年8月4日 - ）は、日本のAV女優。
東京都出身。血液型：A型。身長152cm。スリーサイズ：B83（Cカップ） W57  H80。

## 略歴
テレビ東京系列の萌えてムーチョ!に出演していたが、2006年10月、マキシングと専属契約を結びAVデビューした。

## 出演作品
2006年
- 人形小箱（10月16日、マキシング）
- 美少女 口内射精（11月16日、マキシング）
- 制服☆天国（12月16日、マキシング）

2007年
- コスミックモード 02（1月16日、マキシング）
- ちづる羞恥だっちゃ★（2月16日、マキシング）
- 小悪魔家庭教師（3月16日、マキシング）
- 極秘（5月16日、マキシング）
- 夕日ちづる JUKEBOX 1st.（7月16日、マキシング）